# Medicine man
Medicine man is een lied dat John Lees schreef voor het derde album van Barclay James Harvest getiteld Barclay James Harvest and other short stories.
Lees liet zich bij dit nummer inspireren door de tovenaars uit de horrorroman Something wicked this way comes van Ray Bradbury. Die roman voert op zichzelf weer terug uit een tekst van William Shakespeare in MacBeth. Medicine man werd voor het eerste in november 1971 uitgebracht op genoemd album onder begeleiding door het eigen orkest. Harvest Records perste op de Britse persing een andere versie dan op de Amerikaanse, waarbij de drums meer aandacht kregen. Het werd bij gebrek aan uitgegeven singles bij genoemd album als B-kant geperst op de single Thank you behorend bij album Baby James Harvest, maar dan zonder orkest. Het nummer groeide in dat jaar toch al uit haar jasje; het nummer duurde op het album “slechts” 3:52. Als het op 15 maart 1972 wordt opgenomen voor de BBC is het uitgerekt tot 7:50 (alleen band), later zou het nog uitlopen tot 12:00. Het zou tijdens een aantal tournees, ook in de Polydorperiode van de band, steevast als concertafsluiter dienen en komt daardoor voor op een aantal livealbums en een live-ep (polydor 2229198) uit maart 1977.